# Ражань (община)
Ражань (серб. Ражањ) — община в Сербии, входит в Нишавский округ.
Население общины составляет 9927 человек (2007 год), плотность населения составляет 34 чел./км². Занимаемая площадь — 289 км², из них 59,2 % используется в промышленных целях.
Административный центр общины — город Ражань. Община Ражань состоит из 23 населённых пунктов, средняя площадь населённого пункта — 12,6 км².

## Статистика населения общины
| Год  | Население, чел. |
| ---- | --------------- |
| 1991 | 13 476          |
| 2001 | 11 521          |
| 2002 | 11 290          |
| 2003 | 11 048          |
| 2004 | 10 813          |
| 2005 | 10 539          |
| 2006 | 10 227          |
| 2007 | 9927            |